# بكلودون شبليز (باتاوة)
بكلودون شبليز (بالفارسية: بکلودون شبلیز) هي قرية تقع في إيران في قسم باتاوة الريفي. يقدر عدد سكانها بـ 34 نسمة بحسب إحصاء 2016.